# Conflenti
Conflenti est une commune de la province de Catanzaro dans la région Calabre en Italie.

## Économie
L'agriculture est constituée de cultures fruitières et maraichères, oliviers, vignes avec production de vin. Il existe également une exploitation de carrières de pierres de taille (pierre verte, dite pietra del Reventino).

## Culture
La fête de la Madonna della Quercia (Madone du Chêne) a lieu le dernier dimanche du mois d'août.

## Administration
| Période                                  | Période  | Identité           | Étiquette | Qualité |
| ---------------------------------------- | -------- | ------------------ | --------- | ------- |
| 8 juin 2006                              | 2011     | Francesco Esposito |           |         |
| mai 2011                                 | 2016     | Giovanni Paola     |           |         |
| mai 2016                                 | En cours | Serafino Paola     |           |         |
| Les données manquantes sont à compléter. |          |                    |           |         |

### Hameaux
Abritti, Annetta, Ardano, Augurelli, Calusci, Caria, Croscaro, Costa, Lisca, Passo Ceraso, Stranges, Querciola, Vallone Cupo, Savucina, Sciosci, San Mazzeo, Serra d'Acino, Serra d'Urso, Valentone.

### Communes limitrophes
Decollatura, Lamezia Terme, Martirano, Martirano Lombardo, Motta Santa Lucia, Platania

## Évolution démographie
| 1861  | 1901  | 1906  | 1951  | 1961  | 2001  | 2008  |
| ----- | ----- | ----- | ----- | ----- | ----- | ----- |
| 3 063 | 3 446 | 3 982 | 4 472 | 3 955 | 1 681 | 1 677 |

## Personnalités liées à la commune
- Panedigrano (Nicola Gualtieri) 1753-1829
- Antonio Porchia (1885-1968), écrivain.
- Vittorio Butera  (1877-1955), poète dialectal.
- Giuseppe Maria Roberti 1869 -1936. Écrivain et théologien de l'ordre de St François de Paule